# Lauren Irwin
Lauren Irwin (Sunderland, 20 de agosto de 1998) es una deportista británica que compite en remo.
Participó en los Juegos Olímpicos de París 2024, obteniendo una medalla de bronce en la prueba de ocho con timonel. Ganó cinco medallas en el Campeonato Europeo de Remo entre los años 2022 y 2025.

## Palmarés internacional
| Juegos Olímpicos   | Juegos Olímpicos   | Juegos Olímpicos  | Juegos Olímpicos   |
| Año                | Lugar              | Medalla           | Prueba             |
| ------------------ | ------------------ | ----------------- | ------------------ |
| 2024               | París (Francia)    | Medalla de bronce | Ocho con timonel   |
| Campeonato Europeo |                    |                   |                    |
| Año                | Lugar              | Medalla           | Prueba             |
| 2022               | Múnich (Alemania)  | Medalla de plata  | Ocho con timonel   |
| 2023               | Bled (Eslovenia)   | Medalla de plata  | Ocho con timonel   |
| 2024               | Szeged (Hungría)   | Medalla de plata  | Ocho con timonel   |
| 2025               | Plovdiv (Bulgaria) | Medalla de oro    | Ocho con timonel   |
| 2025               | Plovdiv (Bulgaria) | Medalla de bronce | Cuatro sin timonel |